# ریموف (منطقه تربیچ)
ریموف (به چکی: Římov) یک منطقهٔ مسکونی در جمهوری چک است که در منطقه تربیچ واقع شده‌است. ریموف ۹٫۱۵ کیلومتر مربع مساحت و ۴۲۰ نفر جمعیت دارد و ۵۰۶ متر بالاتر از سطح دریا واقع شده‌است.